# سام هندرسون
سام هندرسون (بالإنجليزية: Sam Henderson)‏ هو رسام كارتون ومخرج أمريكي، ولد في 18 أكتوبر 1969 في وودستوك ‏ في الولايات المتحدة.

## وصلات خارجية
- الموقع الرسمي
- سام هندرسون على موقع IMDb (الإنجليزية)
- سام هندرسون على موقع إن إن دي بي (الإنجليزية)
- سام هندرسون على موقع قاعدة بيانات الفيلم (الإنجليزية)